# 성북선잠박물관
성북선잠박물관은 서울특별시 성북구에 있는 공립 박물관이다.

## 연혁
- 2018년 4월 10일 개관.